# منتخب ليبيا لكرة اليد
منتخب ليبيا لكرة اليد هو الممثل الرسمي لدولة ليبيا في رياضة كرة اليد ويلقب بـ «فرسان المتوسط». نافس في بطولة أفريقيا لكرة اليد للرجال وظهر فيها 4 مرات كانت الأولى في سنة 2004 وكانت أفضل نتيجة له فيها هي المركز العاشر وذلك في سنة 2004.